# NGC 327
NGC 327は、くじら座の方角にある渦巻銀河である。"ジューン・エヴァンス星"(ISD0534203)としても知られ、1864年9月27日にアルベルト・マルトが発見した。ジョン・ドライヤーは、「微かで、小さく、伸びている」と記述している。近傍の銀河には、NGC 329、NGC 325、NGC 321がある。